# Yoram Kaniuk
Yoram Kaniuk, in ebraico יורם קניוק (Tel Aviv, 2 maggio 1930 – Tel Aviv, 8 giugno 2013), è stato uno scrittore israeliano.
È stato anche critico teatrale, giornalista e pittore. Alcuni suoi libri sono stati tradotti in 25 lingue, e in un'occasione ha usato lo pseudonimo Joseph Harare.

## Biografia
Suo padre, Moshe Kaniuk, nato a Ternopil' (in Galizia) ed emigrato nel 1909 in Palestina, è stato il primo curatore del Museo d'Arte di Tel Aviv. Suo nonno era insegnante, come anche sua madre, nata in Odessa. Giunti a Tel Aviv (l'anno della sua fondazione) si sistemarono a Neve Tzedek, un villaggio, oggi parte della città, dove abitavano diversi artisti (come per esempio Shmuel Yosef Agnon).
A 17 anni, Kaniuk si arruolò nella Palmach. Durante la Guerra arabo-israeliana del 1948 fu ferito da un inglese che indossava una kefiah e gli sparò a una gamba. Fu quindi curato al "Jewish Mount Sinai Hospital" di New York, città in cui rimase fino al 1961, per poi tornare in Israele.
Nella sua carriera letteraria ha ricevuto diversi premi e gli è stato dedicato un convegno internazionale presso l'Università di Cambridge nel marzo 2006.
Nel 2009 il regista Paul Schrader ha tratto il film Adam Resurrected, con Jeff Goldblum, Willem Dafoe e Derek Jacobi dal suo romanzo omonimo.
È considerato oggi uno dei principali scrittori israeliani e ha pubblicato 18 romanzi, un'autobiografia, 6 raccolte di racconti, 3 libri di saggi e 5 libri per bambini o ragazzi.
Nel maggio 2011,  ha domandato al tribunale distrettuale di Tel Aviv di avere ufficialmente cancellata ogni affiliazione religiosa Archiviato il 18 maggio 2011 in Internet Archive. (obbligatoria sui documenti dello Stato ebraico) dai suoi documenti di identità.
Tra i premi ricevuti:
- Ze'ev Prize for Children's literature (1980)
- Prix des Droits de l'Homme (1997)
- Israeli President's Prize (1998)
- Bialik Prize (1999)
- Prix Mediterranée Étranger (2000)
- Book Publishers Association's Gold Book Prize (2005)
- Newman Prize (2006)
- Kugel Prize for Lifetime Achievement (2008)
- France-Israel Foundation Award (2010)
- Premio Letterario ADEI WIZO "Adelina Della Pergola" (2013)

## Opere
- Ha-Yored Lemala (1963), trad. Bruno Oddera, L'acrofilo, Milano: Longanesi, 1968
- Adam Ben Kelev (1968), trad. Elena Loewenthal, Adamo risorto, Roma: Theoria, 1996 ISBN 88-241-0442-8; poi Torino: Einaudi, 2001 ISBN 88-06-14800-1
- Ha-Bayit She-Bo Metim Ha-Jukim Mi-Seivah Tovah (1979), trad. Elena Loewenthal, La casa dove gli scarafaggi muoiono di vecchiaia, Milano: Mondadori, 2000 ISBN 88-04-46496-8
- Ha-Ganav Ha-Nadiv (1980), trad. Il ladro generoso, a cura di Francesca Lazzarato, Milano: Mondadori, 2002 ISBN 88-04-49823-4; a cura di Antonella Bertoldo, ivi, 2005 ISBN 88-247-2224-5
- Aravi Tov (1983), trad. Elena Loewenthal, Confessioni di un arabo buono, Roma: Theoria, 1997 ISBN 88-241-0546-7; poi come Un arabo buono, Firenze: Giuntina, 2012 ISBN 978-8880574576
- Wasserman (1988), trad. Massimo Acanfora Torrefranca, Weiss: storia di un cane, Milano: Mondadori, 1998 ISBN 88-04-45009-6; poi come Il cane che sapeva cantare, Milano: Salani, 2011 ISBN 978-8862563147
- Post-mortem (1982), trad. Gaio Sciloni, Post mortem, Roma: Theoria, 1994 ISBN 88-241-0384-7; poi Torino: Einaudi, 2002 ISBN 88-06-14799-4
- Yovi, Haluk Nahal Ve-Ha-Pil (1993), trad. Angela Ragusa, Giobbe, Ciottolo e l'elefante, Milano: Mondadori, 1998 ISBN 88-04-45007-X
- Tigerhill (1995), trad. Elena Loewenthal, Tigerhill, Torino: Einaudi, 1998 ISBN 88-06-14351-4
- Ha-Saga Shel Mefaked Ha-Exodus (1999), trad. Margherita Rapin Pesciallo, Il comandante dell'"Exodus", Torino: Einaudi, 2001 ISBN 88-06-15806-6
- Ha-Neederet Mi-Nachal Zin (2005), trad. Dalia Padoa, La ragazza scomparsa, Napoli: Cargo, 2008 ISBN 978-88-6005-021-2
- Tashach (5708) (2010), trad. Elena Loewenthal, 1948, Firenze: Giuntina, 2012 ISBN 978-8880574453
- Ba baiamim (2012), trad. Ofra Bannet e Raffaella Scardi, Sazio di giorni, Firenze: Giuntina, 2014 ISBN 978-8880575245